# Tennis Masters Cup 2006
Tennis Masters Cup 2006, známý také jako Turnaj mistrů 2006, představoval závěrečný tenisový turnaj mužské profesionální sezóny 2006 pro osm nejvýše postavených mužů ve dvouhře a osm nejlepších párů ve čtyřhře na žebříčku ATP, pokud se podle pravidel účastníci nekvalifikovali jiným způsobem.
Turnaj se odehrával ve dnech 12. až 19. listopadu 2006 v čínské Šanghaji. Jako jediný byl řazen do kategorie ATP Tennis Masters Cup. Dějištěm konání se stal multifunkční stadion Čchi-čung, kde byl instalován dvorec s tvrdým povrchem.
Soutěž dvouhry vyhrál první hráč světa Roger Federer ze Švýcarska. Ve čtyřhře zvítězila švédsko-běloruská dvojice Jonas Björkman a Max Mirnyj.
Soutěže dvouhry se účastnilo osm tenistů, z nichž každý odehrál tři vzájemné zápasy v jedné ze dvou čtyřčlenných základních skupin A a B. První dva tenisté z každé skupiny postoupili do semifinále, které bylo hráno vyřazovacím systémem pavouka. První ze skupiny A se utkal s druhým ze skupiny B a naopak. Vítězové semifinále pak nastoupili k finálovému duelu.
Soutěž čtyřhry kopírovala formát dvouhry.

## Přehled finále

### Mužská dvouhra
- Roger Federer vs.  James Blake 6–0, 6–3, 6–4

Federer vyhrál třetí titul na Turnaji mistrů, dvanáctý v probíhající sezóně a získal čtyřicátý pátý kariérní trofej z dvouhry na okruhu ATP.

### Mužská čtyřhra
- Jonas Björkman /  Max Mirnyj vs.  Mark Knowles /  Daniel Nestor 6–2, 6–4